# Döda fallet

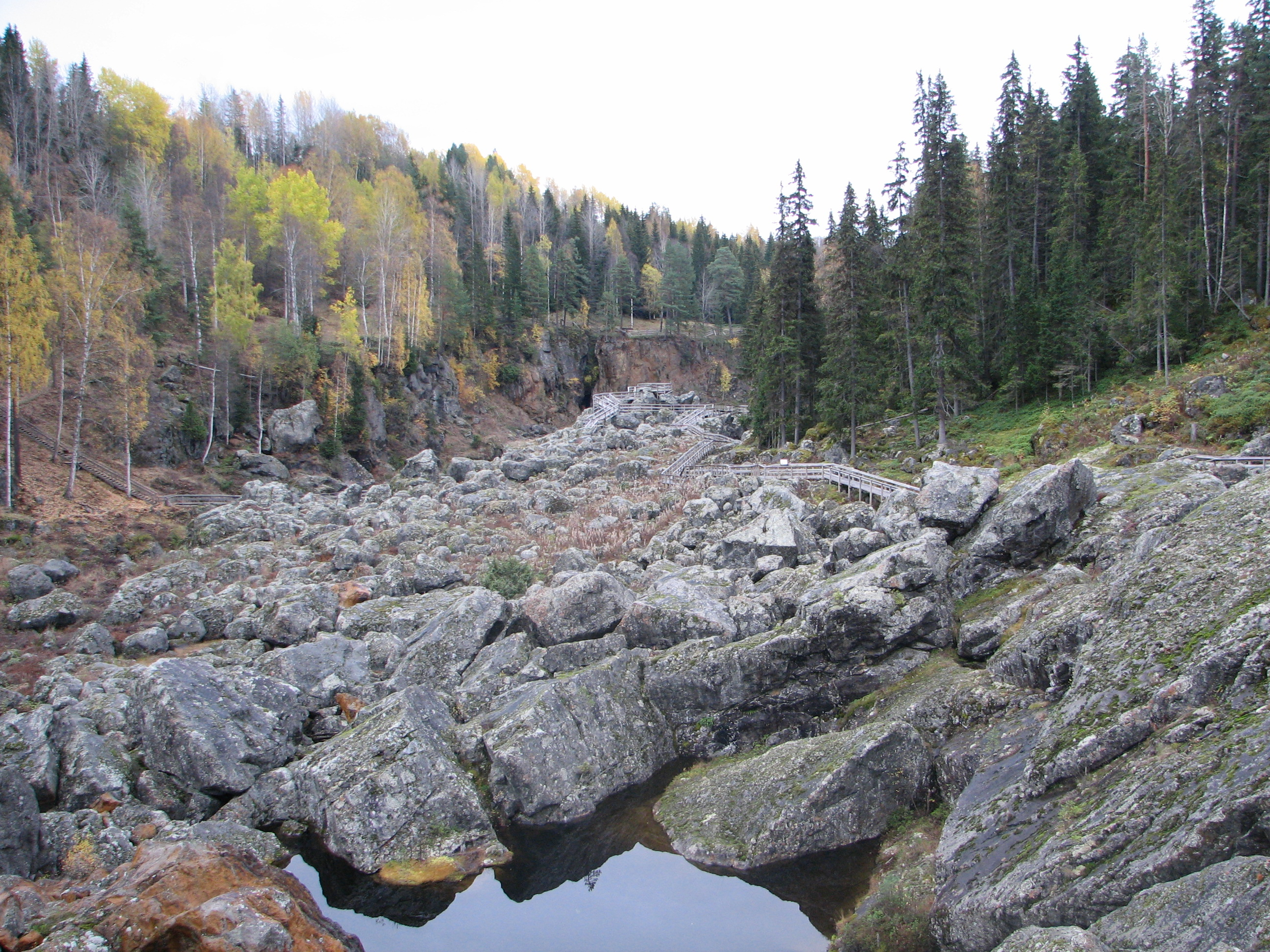
Döda fallet

Döda fallet, Der tote Fall, ist die heutige Bezeichnung der Stelle, an welcher sich früher der schwedische Wasserfall Gedungsen (auch: Storforsen) befunden hat. Der Wasserfall war der Abfluss des Indalsälven aus dem ehemaligen See Ragundasjön und hatte eine Höhe von 35 Metern. Die Stelle liegt zwischen den Orten Hammarstrand und Bispgården in der Gemeinde Ragunda in Jämtland.
Der Wasserfall wurde zum Problem, als die aufstrebende Forstindustrie den Indalsälven für die Flößerei von Baumstämmen nutzen wollte. Da der Fall hoch, steil und steinig war, wurden die meisten Baumstämme an dieser Stelle zerstört. Der Kaufmann Magnus Huss, auch bekannt als Vildhussen, startete für 100 schwedische Reichstaler Ende des 18. Jahrhunderts einen Versuch, seitlich des Wasserfalls eine Rinne für die Flößerei zu schaffen. Dieser Versuch endete in der Nacht vom 6. auf den 7. Juni 1796 in einer Katastrophe. Bei der Öffnung der Rinne wurde der gesamte dahinter liegende See innerhalb weniger Stunden geleert. Der Indalsälven schaffte sich mit einer 15 Meter hohen Flutwelle einen neuen Lauf durch die poröse Kiesmoräne und hinterließ den Gedungsen still und wasserlos. Trotz der enormen Zerstörungskraft gab es bei diesem Ereignis keine Personenopfer zu beklagen. Die Erdmassen, die der Fluss wegspülte, sammelten sich später bei der Mündung des Indalsälven nördlich von Sundsvall und erschufen ein Delta, in dem heute ein Flugplatz liegt.
In der Nähe des Döda fallet befindet sich eine Freilichtbühne, auf der jedes Jahr im Sommer Volkslustspiele aufgeführt werden.

## Ragundasjön
Der heute nicht mehr existierende See hatte eine Länge von etwa 25 Kilometern und war mit ca. 300 Millionen Kubikmeter Wasser gefüllt. Dort wo früher die Seemitte lag, befindet sich heute der Ort Hammarstrand. Beim Ort entstand auch ein kleinerer Wasserfall, Hammerforsen, dessen Energie später für ein Wasserkraftwerk genutzt wurde.